# Exophiala alcalophila
Exophiala alcalophila är en svampart som beskrevs av Goto & Sugiy. 1982. Exophiala alcalophila ingår i släktet Exophiala och familjen Herpotrichiellaceae.   Inga underarter finns listade i Catalogue of Life.